# Constitution du Burkina Faso de 1991
Lire en ligne

Consulter

La constitution du Burkina Faso fut approuvée par référendum le 2 juin 1991, formellement adoptée le 11 juin 1991 et dernièrement amendée en novembre 2024. Elle est constituée d'un préambule et de 173 articles.

## Historique
La constitution du Burkina Faso fut approuvée par référendum le 2 juin 1991, formellement adoptée le 11 juin 1991 et dernièrement amendée en novembre 2015. Elle est constituée d'un préambule et de 173 articles.
Elle est suspendue par les putschistes auteurs du coup d'État de 2022.
Le 31 janvier, un acte fondamental rétablit la Constitution et accorde à Damiba le titre de président.
Le 30 septembre 2023, la junte burkinabè annonce une « modification partielle » de la Constitution reléguant notamment le français comme langue de travail et supprimant la Haute Cour de justice, jugeant les personnalités politiques. Adoptée par le Parlement de transition, elle est effective en décembre 2023.
Le 30 octobre 2024, le Parlement de transition adopte une nouvelle modification de la Constitution. Celle-ci rétablit « la patrie ou la mort, nous vaincrons », de Thomas Sankara, comme devise nationale, et permet l'adhésion du pays à une confédération, une fédération ou à une union d'États sans passer par un référendum. La révision constitutionnelle est ensuite soumise au Conseil constitutionnel, puis promulguée le 21 novembre par le président de la transition Ibrahim Traoré. Elle entre en vigueur le 30 novembre 2024.

## Amendements et révisions
Depuis son adoption le 2 juin 1991, la constitution du Burkina Faso a été révisée à huit reprises :
- en janvier 1997 ;
- en avril 2000 ;
- en janvier 2002 ;
- en avril 2009 ;
- en mai et en juin 2012, par la loi constitutionnelle no 033-2012/AN ;
- en novembre 2015 ;
- en décembre 2023 ;
- en novembre 2024.